# Demain sera...

Demain sera... est un album du groupe Heyoka qui est paru en 1996. Il est majoritairement chanté en français.
D'après Cap's, le patron du label Combat Rock qui fait aussi partie du groupe Charge 69, « C'est le meilleur disque anarcho-punk jamais sorti ».
1. Écran Noir
2. Entre Nous
3. Un-Heil (en allemand)
4. La Mort à Deux
5. La Bourse ou la Vie
6. Le Bel Espoir
7. Cris de Colère
8. Portninwak
9. Tierra y Libertad
10. Intro, Déviance
11. Quartier Sauvage
12. Couvre-Feu
13. Contingent Déserteur
14. El Pueblo Unido (en espagnol)
15. Combat Rock